# Flodtangara
Flodtangara (Sicalis columbiana) är en fågel i familjen tangaror inom ordningen tättingar.

## Utseende
Flodtangaran är en kompakt finkliknande tangara. Hanen är lysande gul med orange i pannan, medan honan är olivbrun ovan och vitaktig under. Liknande saffranstangaran är något större, med gul (ej mörk) tygel och kraftig streckning hos honan.

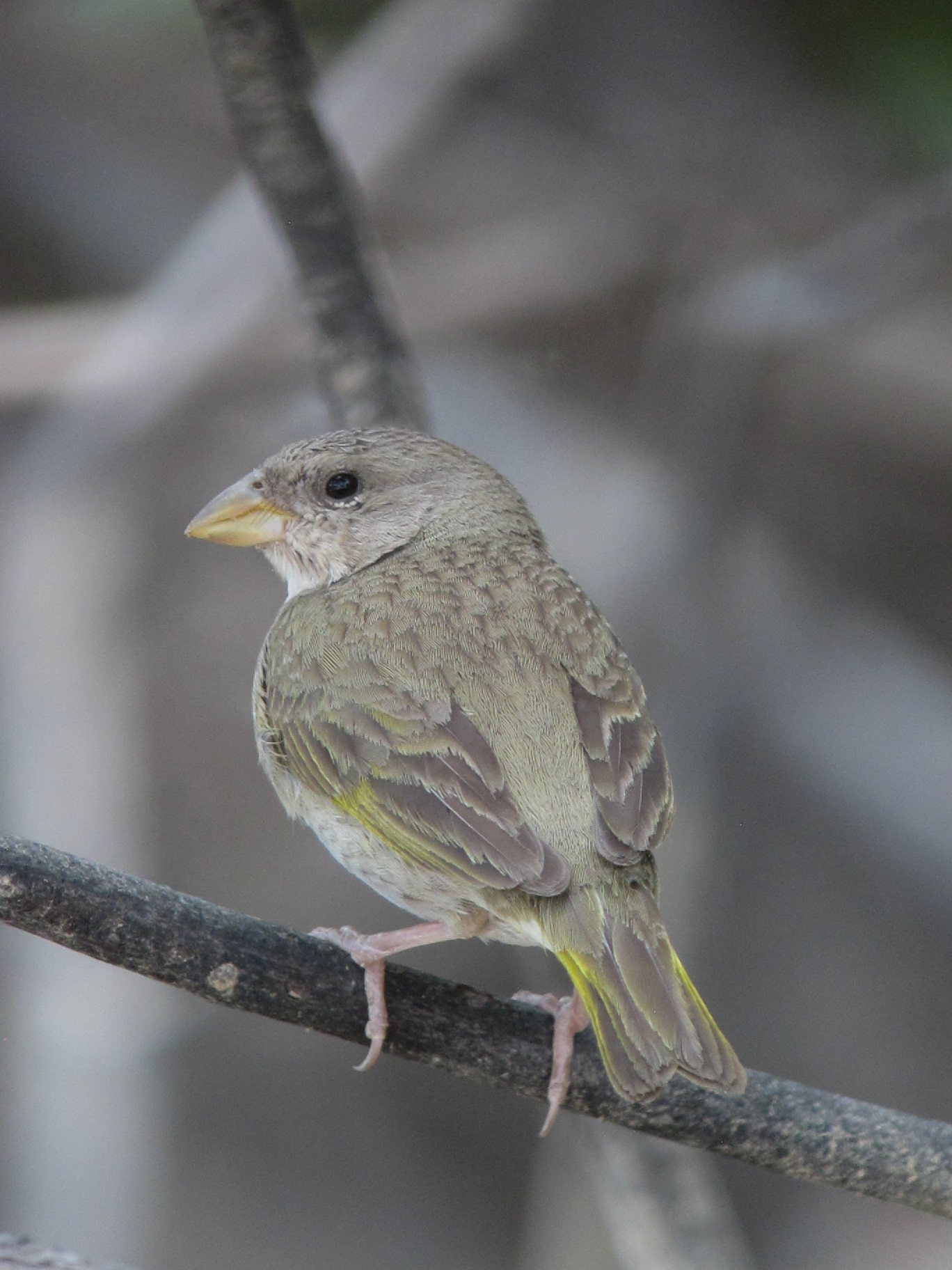
Hona.

## Utbredning och systematik
Flodtangaran förekommer i Sydamerika i tre skilda områden, var och en med sin egen underart:
- Sicalis columbiana columbiana - förekommer från ostligaste Colombia till östra Venezuela (Orinoco) samt på Trinidad
- Sicalis columbiana leopoldinae - förekommer i östra Brasilien (Piauí till västra Bahia och Goiás)
- Sicalis columbiana goeldii - förekommer i Amazonområdet i Brasilien (till västra Pará)

### Familjetillhörighet
Liksom andra finkliknande tangaror placerades denna art tidigare i familjen Emberizidae. Genetiska studier visar dock att den är en del av tangarorna.

## Levnadssätt
Flodtangaran hittas i gräsmarker, ofta nära vatten. Den kan till och med ses i urbana områden, intill stora floder. Fågeln födosöker på marken i par eller smågrupper, utanför häckningstid i större flockar.

## Status
Arten har ett stort utbredningsområde och beståndet anses vara stabilt. Internationella naturvårdsunionen IUCN listar den därför som livskraftig (LC).